# Waltham Cross
Waltham Cross ist der südöstlichste Ort in Hertfordshire in England. Der Ort liegt etwa 20 km östlich von der City of London direkt an der Autobahn M 25. Waltham Cross ist seit 1974 Teil des Borough of Broxbourne.

## Geschichte
Der Ort bekam den Namensteil "Cross" durch die Errichtung eines Eleanor-Kreuzes, das von König Edward I. in Erinnerung an seine verstorbene Frau Eleonore von Kastilien gestiftet wurde.
Der Dichter Anthony Trollope lebte zwischen 1859 und 1871 in Waltham Cross und schrieb eine Reihe seiner Bücher hier. Das Wohnhaus von Trollope wurde 1936 abgerissen. Heute steht ein Pub an der Stelle des Wohnhauses.

## Olympische Spiele 2012
Nahe der Waltham Town Lock des River Lea wurde das Lee Valley White Water Centre errichtet. Hier wurden während der Olympischen Spiele 2012 die Wettbewerbe im Kanuslalom ausgetragen.

## Persönlichkeiten
- Russ Ballard (* 1945), Rockmusiker, Komponist, Musikproduzent, Sänger und Gitarrist